# 최선영 (희극인)
최선영(1988년 3월 3일 ~ )은 대한민국의 개그우먼이다.

## 학력
- 서울관광고등학교
- 서울장승중학교

## 출연 작품
- 개그스타 (KBS)
- 개그야 (MBC)
- 코미디빅리그 (tvN)
  - 《내 마음이 들리냐?》
  - 《깽스맨》- 최성민의 부인 역
  - 《원초적 본능》
  - 《불타는 그라운드》
  - 《석포빌라 B02호》
  - 《야만다》
  - 《리얼극장 초이스》
  - 《머니게임》
  - 《버스기사 황덕섭》